# 水位增九
水位增九或巨蟹座1（英语：1 Cancri，缩写1 Cnc）是巨蟹座中的一颗恒星，位于双子座边界附近，距太阳约467光年。它是一颗暗淡的橙色恒星，肉眼几乎看不见，视星等为5.97。该物体正以+14公里/秒的日心径向速度远离地球。
这是一颗演化的巨星，恒星分类为K3−III，其核心的氢已耗尽并膨胀。它被指定为该类型的光谱标准。通过掩月测得的恒星角直径为2.1±0.6 mas，按照其估计距离，其物理半径相当于太阳半径的19倍左右。它的扩大光球层的有效温度为4,231 K，辐射出的光度是太阳光度的199倍。